# 桂米太郎
桂 米太郎（かつら よねたろう）は上方落語の名跡。現在は空き名跡となっている。
一時期江戸落語に同名の桂米多朗がいたものの、改名により一玄亭米多朗となっている。

結三柏は、桂米朝一門の定紋である。

## 初代
初代 桂 米太郎（1896年 - 1965年ころ）本名林 弥太郎。
桂米若？の門下で文弥を名乗り新桂派に出ていたが、大正の末に大八会に移り桂米太郎と改名。
落語では「お玉牛」を得意としたが「百面相」という珍芸で売った。また田植えから米の炊き上がるまでの「米洗い」の下座の曲にのせて見せる珍芸は逸品だった。昭和期には寄席に出ず漫才などの色物・諸芸一座に加わった。
最晩年の昭和30年代に「米洗い」をテレビで披露している。没年不詳。昭和40年ころに没。桂朝丸（現在の2代目桂ざこば）も若いころに「米洗い」を挑戦したがしんどさに断念した。

## 2代目
2代目 桂 米太郎（1949年10月11日 - 1982年8月10日）は、本名池田 賢次。
1970年4月に3代目桂米朝に入門。噺家になる前はコックをやっており、内弟子時代は料理などを振舞って師匠米朝に重宝された。広島県出身で訛りがあったため、あまり活動はしておらず、「岩田寄席」の世話役を引き受けるなど若手の指導に力を入れた。1982年に32歳で急死。
大変面倒見がよかったため若手の中でも人望が高く、亡くなってからは大阪サンケイホールで一門総出演の追善落語会が行われた。